# Segerstads distrikt, Öland
Segerstads distrikt är ett distrikt i Mörbylånga kommun och Kalmar län på södra Öland. 
Distriktet ligger på Ölands östkust. 

## Tidigare administrativ tillhörighet
Distriktet inrättades 2016 och utgörs av socknen Segerstad i Mörbylånga kommun.
Området motsvarar den omfattning Segerstads församling hade vid årsskiftet 1999/2000.